# 133er-Ausschuss
Der 133er-Ausschuss verdankt seinen Namen dem Artikel 133 des EG-Vertrages.
Er wird vom Rat gemäß Abs. 3 dieses Artikels eingesetzt und ist ein wöchentlich tagender Ausschuss, der die Europäische Kommission in der Handelspolitik berät und unterstützt. Er setzt sich aus Experten der Wirtschaftsministerien der einzelnen Mitgliedstaaten zusammen. Außerdem nehmen an seinen Sitzungen Vertreter der Kommission sowie Vertreter von Dienstleistungsverbänden teil.
Der 133er-Ausschuss bereitet die Entscheidungen des Rates im Rahmen der Zuständigkeit nach Art. 133 EG vor.